# シェー

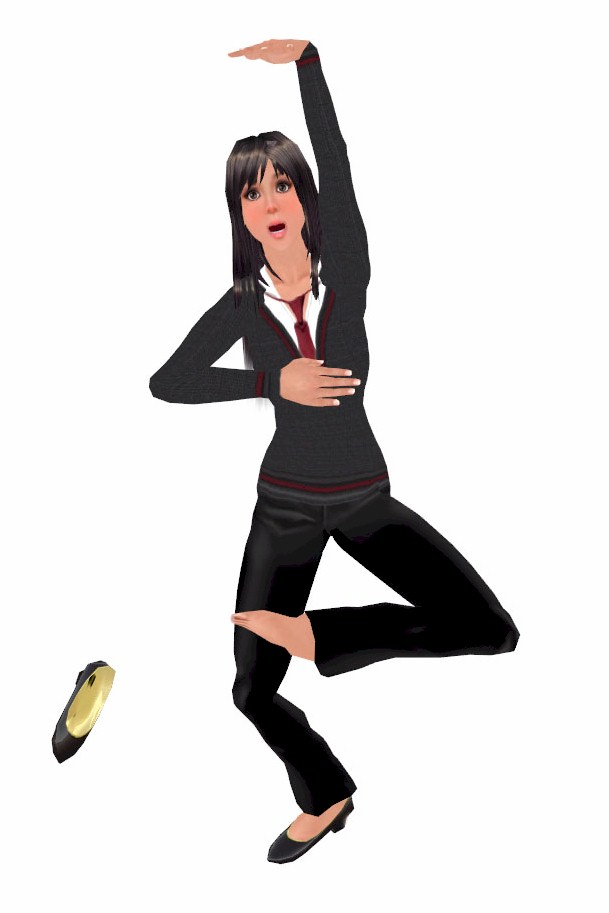
「シェー」の一例

シェーは、赤塚不二夫の漫画作品『おそ松くん』の登場人物イヤミが行うギャグ。一般に、とても驚いた時に下記のポーズを取りながら「シェー」と叫ぶ。

## ポーズ
右腕または左腕を垂直に上げ、手首を手の平を下に向けるように直角に曲げる。反対側の腕は肘を曲げ、肘から先を床と平行とし、手のひらは自分もしくは上を向かせる。同時に左脚または右脚を上げて膝を曲げ、膝から先を床と平行または膝の角度を鋭角に曲げ、反対側の片脚で立つ。垂直に上げる腕と膝を曲げる脚は、反対でも同じ側でも、全体が左右反対でも問わない。漫画では、上げた足の靴が脱げて靴下もずり下がった状態が多いが、靴や靴下がそのままの状態でも成立はする。
なお、「シェー」と叫ぶだけでポーズを取らないこともあり、逆に「シェー」とは言わずにポーズだけ取ることもある。

## 歴史
『おそ松くん』の作中でイヤミが「シェー」を行い始めるのは、1964年（昭和39年）春に発表のエピソードからである。それ以前にも「シェー」に似たポーズは存在しており、その最初期のものは『週刊少年サンデー』1963年（昭和38年）43号（10月20日号）掲載の『おそ松くん』で、ゲストキャラクターが「シェー」に似たポーズをとっている。
同じ回で、おそ松のお父さんが不完全ながら驚きを表すものとして、このポーズを披露した。また同年５１号の最終コマでは、完全にシェーのポーズを取っている。
このギャグは、1960年代に日本全国を席捲した。『おそ松くん』アニメ第1作放映時には、「ビルダー・シェー」という商品名の足が半円状になった踏み台が売り出され、その上に立ってバランスを取りつつ「シェー」をする遊び方が推奨されている。
1965年に公開された映画『怪獣大戦争』では、ゴジラが劇中の2シーンにおいて、「シェー」のポーズをとった。さらに、主演の宝田明、ニック・アダムス、沢井桂子がシェーをしているポスターも製作された。なお、同時上映作品『エレキの若大将』では、田中邦衛演じる青大将がシェーをしている。
1965年の大映映画『鉄砲犬』でも、田宮二郎が「シェー」をしてヤクザたちを煙に巻くシーンがある。さらに、同年に製作された桃屋の三木のり平によるアニメCM「江戸むらさき特級・牛若丸編」で、弁慶が牛若丸に「その太刀よこせ」と迫ると、牛若丸が「シェー」で応じた。
1965年12月31日放送の『第16回NHK紅白歌合戦』で、『二本松少年隊』を歌う三橋美智也の応援役として、ハナ肇とクレージーキャッツ（出場歌手である植木等を除く）が二本松少年隊に扮して登場し、最後にハナ肇の号令と共に皆が「エイ！ エイ！」と勝どきをやったかと思うと、途端に「シェー」をして観客は大爆笑となった。
1966年当時、『おそ松くん』を連載していた『週刊少年サンデー』では、2号（1966年1月9日号）で「シェー」のポーズをとるゴジラが表紙を飾り、さらに企画「シェー年賀状」として各界の有名人に「シェー」をさせたグラビアを掲載した。内容は次の通り。
1. 牧伸二と初代林家三平によるシェー
2. テレビ上方コメディ『てなもんや三度笠』（朝日放送制作・TBS系列）から、スタッフ・香川登志緒と、番組出演者の藤田まこと（あんかけの時次郎役）、白木みのる（珍念役）、ジェリー藤尾（野ネズミの三次役）、南利明（鼠小僧次郎吉役）、京唄子（スリの姉御役）、鳳啓助（ムササビの千太役）によるシェー。下は赤塚不二夫とイヤミによるシェー
3. 『怪獣大戦争』でのシェー（既述）と、当時イメージソング「シェーの歌」を歌ったダークダックスのシェーと、読売ジャイアンツの藤田元司（当時コーチ）と長嶋茂雄（当時内野手）によるシェー
4. 当時の「週刊少年サンデー」編集部員のシェーと、赤塚不二夫と『おそ松くん』キャラをはじめ、藤子不二雄（当時）の『オバケのQ太郎』のオバQと、つのだじろうの『ブラック団』のタロー、そしてウマ（1966年の干支）によるシェー

この「シェー年賀状」は、竹書房から発売された文庫本『おそ松くん』第14巻の巻末に掲載されている。
1966年1月4日付の「朝日新聞」朝刊に連載された『サザエさん』では、モンキーダンスをしている家族に呼ばれたサザエとマスオが、その家に来た猿回しに「サルのでるまくないよ」というと、猿回しは「だから ちゃんとしこんできました」と言うなり、「シェー」と叫んでサルにポーズにやらせた。この漫画はそれまで単行本に収録されていなかったが、2018年5月30日に朝日新聞出版から発売された『おたからサザエさん』第5巻に初収録された。
『毎日グラフ』1966年2月13日号では、「“シェー”だよーん」と題した赤塚不二夫特集が組まれた。
1966年の日活映画『大空に乾杯』では、カレーを焦がした和泉雅子がシェーと驚き、同じく『青春ア・ゴーゴー』では梶芽衣子（太田雅子名義）が兄に向かって「シェー」と叫んでいる。
ビートルズが1966年6月に来日した折、滞在していた当時の東京ヒルトンホテル（現在のザ・キャピトルホテル東急）のスイートルームにて、ジョン・レノンが当時のミュージック・ライフ編集長・星加ルミ子の勧めで「シェー」のポーズをし、写真に納まった。ポールもシェーをしたが、その横ではサングラス姿のリンゴが呆れた表情をしている。
1967年刊行の北杜夫『怪盗ジバコ』では、秘密工事を請け負った大工の口封じのため、路上で「シェー」を行って電柱工事人を驚かせて転落させた冤罪をでっちあげ、逮捕するという描写がある。
1967年刊行の岩田一男『英単語記憶術 語源による必須6,000語の征服』（光文社カッパ・ブックス）では、英語の間投詞「gee!」の訳語に「シェー」を用いている。
1970年には当時10歳であった徳仁親王（今上天皇）が、大阪万博において三菱未来館を訪れた際に「シェー」を行っている。
1972年に「週刊少年キング」（少年画報社）で再開された『おそ松くん』では、再開第2話となる1972年14号で「シェーのおしうり」を発表。この話では、押し売りのイヤミは5年前はシェーをやるだけで人気者になり、売り物を買ってもらえたが、今ではシェーは受けず物も売れなくなり、押し売り仲間のダヨーンから「シェーはもうふるいよーん」と言われ、「シェーのないミーなんて ミーのでないおそ松くんざんす！」と呟くという、自虐ネタ的な話になっている。
『ゲゲゲの鬼太郎』に登場する妖怪いやみは、たまたま同じ読みなだけで「おそ松くん」のイヤミとは直接関係ないが、アニメ第3作や第4作に登場した際に（第4作は厳密にはいやみに憑かれていた男）「シェー」をする場面がある。
1993年には、F1ドライバーのアイルトン・セナが、テレビ番組『とんねるずの生でダラダラいかせて!!』内で、石橋貴明や定岡正二と共に「シェー」をしている。
1999年1月、共同通信社配信により「新潟日報」（新潟日報社）ほか全国各紙に新作読み切り『お正月ざんす』が掲載される。イヤミを主人公に『おそ松くん』の後日談を描いた作品で、結果的にこれが赤塚不二夫の最後の漫画作品、そして赤塚漫画の「最後のシェー」となった。泉麻人著『シェーの時代』（文春新書）では、1996年発表の『シェー教の崩壊』が赤塚漫画の「最後のシェー」とされているが、間違いである。なお、『お正月ざんす』は長年にわたりファンの間でも存在を知られていなかったが、2021年刊行の単行本『夜の赤塚不二夫』に初収録され、広く世に知られるようになった。
2000年12月31日に放送された日本テレビの特別番組『いけ年こい年世紀越えスペシャル2000-2001』で、「20世紀を代表するギャグ」として「シェー」を2001連発するという企画「2シェー1年 シェー2001発」が行われた。この時、会場となったステージの上にはイヤミのパネルが置かれ、主宰の高田純次もイヤミのコスプレをしていた。
2006年放送のバラエティ番組『トリビアの泉 〜素晴らしきムダ知識〜』では、「シェー」のモーションを文字で表現する方法として、"「岡」4"を縦に書くとイヤミがシェーのポーズをしているように見えると紹介された。
また、赤塚不二夫漫画家稼業50周年企画として展示会「赤塚不二夫 サンシェーッイン ギャラリー」が2006年7月22日から9月3日にわたりサンシャイン60展望台スカイギャラリーにおいて開催された。ここでは「シェー」そのものがテーマとされ、赤塚のキャラクター全員が「シェー」のポーズをしているパネルが入口に展示されていた。
2009年8月26日から9月7日まで行われていた「追悼赤塚不二夫展」では、様々な漫画家が自作のキャラクターに「シェー」をさせたものや、著名人が「シェー」をした写真で壁面を埋め尽くす「シェーッ！オンパレード」と題した企画が行われた。展示されたイラストやスナップショットの一部は、追悼展公式HP内の「今日のシェーッ！」コーナーで期間限定ながら閲覧できていた（閉会後も一部の画像は閲覧可能である）。

## 認識間違い
一世を風靡して多くの子供たちが真似たが、そのほぼすべてで上げる腕が頭を巻くように曲げられている場合が多く、これは本来間違いである。肘は曲げるのではなくまっすぐ伸ばし、体勢全体も捻るのではなく上に伸びるイメージが本来の形である。2021年10月15日放送の『人志松本の酒のツマミになる話』でも、出演者の誰が最も良いシェーをするかの対決が行われたが、全員が肘を曲げる間違いを犯していた。なお、芦田愛菜、出川哲朗、片岡愛之助、横浜流星、吉岡里帆らが赤塚漫画のキャラクターに扮したワイモバイルのテレビCMでは、指導が入っているため、正しい姿勢でのシェーが行われている。

## 語源・由来
赤塚の娘のりえ子によれば、『おそ松くん』でイヤミが驚くシーンを描く際にはアシスタントに様々なポーズをとらせ、脱げかかった靴下がビローンと下がっていることに大爆笑が起きたので、採用されたという。このため、作中でイヤミが「シェー」をするシーンは靴下が垂れ下がっていることが多い。
また、赤塚が新宿御苑で当時の作画スタッフらに「人前で何か恥ずかしいことやって」と提案し、高井研一郎がアベックの前で「シェーッ」と叫んで逃げたのがヒントになったという。
「シェー」という発音は、本来、「ヒェー」と叫ぶつもりなのに、イヤミの前歯は大変なすき歯であるため、空気が漏れて「シェー」となってしまったとされる。また、星新一は赤塚不二夫が満州からの引揚者である事実に着眼し、中国語の「謝謝」の発音が幼児期の赤塚に刷り込まれた可能性を指摘している（イヤミならびに「シェー」の考案者である高井研一郎も上海からの引揚者である）。藤子スタジオ在籍時に赤塚と会ったことのあるえびはら武司は、『シェーン』からヒントを得たのではないかと推測している。
アニメでのイヤミの発音は、第1作と『おそ松さん』は高音の裏声で「シェー」、第2作は地声ベースの「シエー」となっている。